# Henry Zambrano
Henry Zambrano Sandoval (ur. 7 sierpnia 1973 w Soledad) – kolumbijski piłkarz, napastnik.